# 李汭
李汭（850年—865年），唐朝皇子，是唐宣宗的第八子（墓志称第九子）。

## 母
生母柳氏，《唐会要·卷二十一·列传第二十一》记陪葬正陵（应为“贞陵”）有柳婕妤，李汭母亲是否是柳婕妤无考。

## 生平
大中八年（854年），李汭被他父亲唐宣宗封为昭王。咸通六年（865年）四月二十七日，在内邸逝世，年十六。乾符三年（876年）十月三十日，迁葬于万年县浐川乡尚傅村。